# Judy (namn)

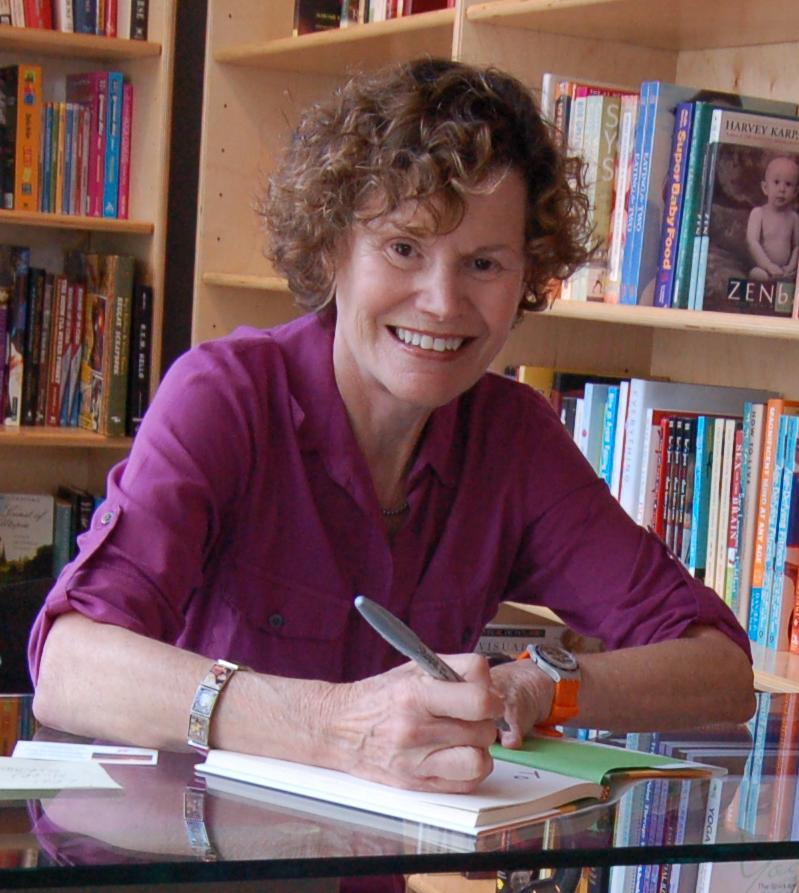
Judy Blume, 2009.

Judy är ett kvinnonamn och i vissa fall en kortform för Judith.

## Personer med namnet
- Judy Amoore (född 1940), australisk friidrottare
- Judy Biggert (född 1937), amerikansk republikansk politiker
- Judy Blume (född 1938), amerikansk författare
- Judy Chicago (född 1939), amerikansk feministisk konstnär och författare
- Judy Collins (född 1939), amerikansk singer/songwriter
- Judy Cornwell (född 1940), brittisk skådespelare
- Judy Davis (född 1955), australisk skådespelare
- Judy Diduck (född 1966), kanadensisk ishockeyspelare
- Judy Garland (1922–1969), amerikansk skådespelare och sångerska
- Judy Greer (född 1975), amerikansk skådespelare
- Judy Gringer (född 1941), dansk skådespelare
- Judy Guinness (1910–1952), brittisk fäktare
- Judy Holliday (1921–1965), amerikansk skådespelare, komiker och sångerska
- Judy Martz (1943–2017), amerikansk republikansk politiker
- Judy Mowatt (född 1952), jamaicansk reggaesångerska
- Judy Parfitt (född 1935), brittisk skådespelare
- Judy Rankin (född 1945), amerikansk golfspelare
- Judy Reyes (född 1967), amerikansk skådespelare
- Judy Strong (född 1960), amerikansk landhockeyspelare
- Judy Tyler (1932–1957), amerikansk skådespelare
- Judy Tegart (född 1937), australisk tennisspelare

### Fiktiva karaktärer
- Judy Geller – en karaktär i Vänner